# Yang Shu-chun
Yang Shu-chun (chinesisch 楊淑君, Pinyin Yáng Shújūn, * 26. Oktober 1985 in Neu-Taipeh) ist eine taiwanische Taekwondoin. Sie startet in der Gewichtsklasse bis 49 Kilogramm.
Yang bestritt ihre ersten internationalen Titelkämpfe bei der Juniorenweltmeisterschaft 2000 in Killarney. In der Klasse bis 44 Kilogramm konnte sie auf Anhieb ihren ersten Titel gewinnen. Im folgenden Jahr nahm sie im Erwachsenenbereich an der Weltmeisterschaft in Jeju-si teil, schied dort jedoch frühzeitig aus. Eine weitere Medaille gewann Yang mit Silber bei der Juniorenweltmeisterschaft 2002 in Iraklio. Der Durchbruch in die internationale Spitze im Erwachsenenbereich gelang Yang schließlich im Jahr 2006. Bei den Asienspielen in Doha erreichte sie das Finale gegen Wu Jingyu und errang die Silbermedaille. Bei der Weltmeisterschaft 2007 in Peking schied sie in der Klasse bis 47 Kilogramm erst im Halbfinale gegen Wu Jingyu aus und gewann mit Bronze ihre erste WM-Medaille. Ihren ersten internationalen Titelgewinn verbuchte Yang bei der Asienmeisterschaft 2008 in Henan. Sie nahm an den Olympischen Spielen 2008 in Peking teil. Mit zwei Siegen erreichte sie das Halbfinale, wo sie erneut gegen Wu Jingyu ausschied. Im Kampf um den dritten Platz unterlag sie Daynellis Montejo und belegte im Endklassement Rang fünf.
Mit einem Eklat endeten für Yang die Asienspiele 2010 in Guangzhou. Wegen zusätzlich an ihren Füßen angebrachter Sensoren, die an der Weste ihrer Kontrahentinnen leichter einen Treffer auslösen konnten, wurde sie im Auftaktkampf disqualifiziert. Von der World Taekwondo Federation (WTF) wurde sie daraufhin für drei und ihr Trainer Liu Tsung-ta für 20 Monate gesperrt. Yang klagte gegen das Urteil erfolglos, einen Antrag beim Internationalen Sportgerichtshof (CAS) zog sie zurück. Die Disqualifikation bei den Asienspielen stieß in den taiwanischen Medien auf Unverständnis. Bei Yangs Rückkehr aus Guangzhou wurde sie demonstrativ begeisternd empfangen.
Yang fand bei der Weltmeisterschaft 2011 in Gyeongju in die Erfolgsspur zurück. In der Klasse bis 49 Kilogramm erreichte sie das Finale, wo sie abermals gegen Wu Jingyu verlor, sich mit Silber aber ihre zweite WM-Medaille erkämpfte. Beim internationalen Olympiaqualifikationsturnier in Baku gewann Yang den entscheidenden Kampf um den dritten Platz und qualifizierte sich für ihre zweiten Olympischen Spiele 2012 in London. In Ho-Chi-Minh-Stadt wurde sie 2012 erneut Asienmeisterin.